# Seznam proboštů litoměřické kapituly

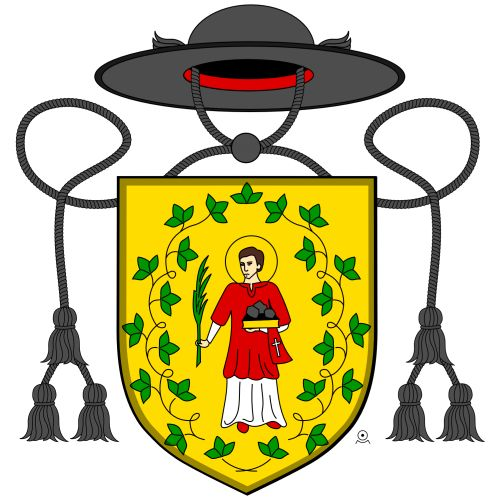
Znak litoměřické kapituly

Toto je seznam proboštů litoměřické kapituly:

## Od založení do vzniku biskupství v Litoměřicích
|     | od           | do                  | portrét | probošt                       | další údaje                                       |
| --- | ------------ | ------------------- | ------- | ----------------------------- | ------------------------------------------------- |
| 1.  | 1057         | 1075 †              |         | Lanc (Lanco, Lanczo)          |                                                   |
| 2.  | 1075         | 1094                |         | Ondřej z Doubravice           | stal se biskupem olomouckým                       |
| 3.  | 1094         | 1125 †              |         | Letoslav ze Švábenic          |                                                   |
| 4.  | 1125         | 1139 †              |         | Beneda                        |                                                   |
| 5.  | 1139         | 1146 †              |         | Šebestián                     |                                                   |
| 6.  | 1146         | 1157 †              |         | Hroznata                      |                                                   |
| 7.  | 1157         | 1169 † ?            |         | Domicilián                    |                                                   |
| 8.  | 1169         | 1174                |         | Martin                        | údajně rezignoval, stal se svatovítským proboštem |
| 9.  | 1175 ?       | 1185 †              |         | Dobromír                      |                                                   |
| 10. | 1185         | 1206 † ?            |         | Radosta, též Adrastus         |                                                   |
| 11. | 1206         | 1217 † ?            |         | Bernard Kaplíř ze Sulevic     | pozdější pražský biskup                           |
| 12. | 1217         | 1225 †              |         | Benedikt                      |                                                   |
| 13. | 1226         | 1254 †              |         | Heřman                        |                                                   |
| 14. | 1254         | 1270 †              |         | Herbort                       |                                                   |
| 15. | 1270         | 1301 †              |         | Konrád                        |                                                   |
| 16. | 1301         | 1312                |         | Samuel Prusinovský z Víckova  | rezignoval                                        |
| 17. | 1312         | 1318                |         | Jindřich ze Šumburku          | byl vyhnán                                        |
| 18. | 1318         | 1321 †              |         | Vojtěch z Dubé                |                                                   |
| 19. | před 1341    | 1347                |         | Timotej Pluh z Rabštejna      | rezignoval, odešel k papežské kurii               |
| 20. | 1347         | 1358 †              |         | Bohuslav z Pardubic           |                                                   |
| 21. | 1358         | 1362                |         | Jan z Hakenbornu              | rezignoval                                        |
| 22. | 1362         | 1368                |         | Jan Jindřichův z Kamýku       | rezignoval                                        |
| 23. | 1368         | 1396                |         | Jindřich z Hakenbrunnu        | rezignoval                                        |
| 24. | 1396         | 1398                |         | Vlachník Krabice z Veitmile   | rezignoval, stal se staroboleslavským proboštem   |
| 25. | 1398         | 1406 †              |         | Vilém Zajíc z Házmburka       |                                                   |
| 26. | 1407         | 1415 † ?            |         | Jan Czam                      |                                                   |
| 27. | 1418         | 1420                |         | Zikmund z Budějovic           | rezignoval, stal se mělnickým proboštem           |
| 28. | 1421         | 1421                |         | Zdislav ze Zvířetic           | vyhnán husity 14. února 1421                      |
| 29. | po roce 1421 | před 1435 ?         |         | Zikmund z Michalovic          |                                                   |
| 30. | 1435         | před 1443 ?         |         | Konrád                        |                                                   |
| 31. | 1443         | 1446 †              |         | Jakub z Nymburka              |                                                   |
| 32. | 1447         | 1453                |         | Jan z Rabštejna               | rezignoval, stal se vyšehradským proboštem        |
| 33. | 1453         | 1455 †              |         | Jan Papoušek ze Soběslavi     |                                                   |
| 34. | 1455         | 1485                |         | Benedikt z Valdštejna         | rezignoval, stal se biskupem kamínským            |
| 35. | 1485         | 1490 †              |         | Jiří Haller                   |                                                   |
| 36. | 1490         | 1508 †              |         | Jan z Vartenberka             |                                                   |
| 37. | 1508         | 1534 †              |         | Jan Žák                       | kapitulní děkan v letech 1490–1508                |
| 38. | 1534         | 1541 †              |         | Johann Fabri                  | biskup vídeňský v letech 1530–1541                |
| 39. | 1542         | 1551                |         | Jan Horák-Hasenberger         |                                                   |
| 40. | 1551         | 1562                |         | Kašpar z Logau                | novovídeňský a poté vratislavský biskup           |
| 41. | 1562         | 1565                |         | Vilém Prusinovský z Víckova   | stal se biskupem olomouckým                       |
| 42. | 1566         | 1566 †              |         | Matouš Cythardus              |                                                   |
| 43. | 1567         | 1579 †              |         | Marek z Kytlice               |                                                   |
| 44. | 1580         | 1586 †              |         | Wolfgang Pistorius            |                                                   |
| 45. | 1586         | 1587 †              |         | Ludvík Švihovský z Rýzmburku  |                                                   |
| 46. | 1587         | 1594                |         | Zbyněk Berka z Dubé a Lipé    | stal se pražským arcibiskupem                     |
| 47. | 1594         | 1598                |         | František z Ditrichštejna     | stal se kardinálem a biskupem olomouckým          |
| 48. | 1599         | 1614 †              |         | Jakob Chimarrhäus z Roermundu |                                                   |
| 49. | 1614         | 1617 †              |         | Daniel Uher z Jenčic          |                                                   |
| 50. | 1617         | 3. listopadu 1629 † |         | Jan Sixt z Lerchenfelsu       | (narozen kolem roku 1550)                         |
| 51. | 1629         | 29. září 1637 †     |         | Jan Ctibor Kotva z Freifelsu  | (narozen kolem roku 1585)                         |
| 52. | 1637         | 1655                |         | Maxmilián Rudolf Schleinitz   | 1. biskup litoměřický                             |

## Od založení litoměřického biskupství (1655)
Po založení litoměřického biskupství se stal kapitulní probošt biskupem, a jeho prebenda (obročí) bylo použito k výživě biskupa. Funkce probošta proto zanikla a v čele kapituly stál kapitulní děkan. K znovuobnovení funkce probošta došlo až od roku 1907.
|     | od                 | do                 | portrét | probošt                                | další údaje |
| --- | ------------------ | ------------------ | ------- | -------------------------------------- | --- |
| 53. | 1907               | 16. září 1909 †    |         | Msgre. Josef Štěrba                    | (* 18. března 1841 Roudnice nad Labem) |
| 54. | 1911               | 3. září 1923 †     |         | Msgre. Gustav Mattauch                 | (* 8. ledna 1846 Zákupy, † 3. září 1923 Litoměřice) |
| 55. | 1923               | 4. ledna 1930 †    |         | Msgre. Josef Kowař                     | (* 3. října 1850 Maršov u Mostu, † 4. ledna 1930 Litoměřice) |
| 56. | 1930               | 27. května 1951    |         | Msgre. František Xaver Reike           | (* 28. července 1871 Komořany u Mostu, † 27. května 1951 Bamberk) |
| 57. | 12. července 1951  | 18. listopadu 1972 |         | Msgre. Eduard Oliva                    | (* 19. července 1905 Bern, † 18. listopadu 1972 Liberec) |
| ... | 19. listopadu 1972 | 10. dubna 1995     |         | Sedisvakance                           | Štěpán Trochta nestačil jmenovat do 6. dubna 1974, kdy zemřel, probošta. Do 26. července 1989 byla na stolci litoměřických biskupů sedisvakance. Probošt tedy nemohl být do funkce legitimně ustanoven. |
| 58. | 11. dubna 1995     | 31. srpna 1998     |         | Mons. ThLic. Václav Červinka           | (* 16. ledna 1922 Český Dub, † 15. května 2007 Litoměřice) |
| 59. | 1. září 1998       | 12. února 2011     |         | J.M. can. Karel Havelka                | (* 20. května 1953 Rumburk) |
| 60. | 14. února 2011     | 14. března 2024    |         | J.M. can. Mgr. Jiří Hladík O.Cr., ECLJ | (* 7. prosince 1953 Rumburk) |
| 61. | 3. dubna 2024      | ve funkci          |         | J.M. can. ICLic. Mgr. Józef Szeliga    | (* 2. února 1966, Pstragow, okres Řešov, Polsko) |